# توصیف زبانی
در زبان‌شناسی، توصیف زبانی یا زبان‌شناسی توصیفی کار تجزیه و تحلیل عینی و توصیف چگونگی استفاده از زبان در واقع (یا نحوه استفاده از آن در گذشته) توسط یک جامعه گویشی است.
همه پژوهش‌های دانشگاهی در زمینه زبان‌شناسی توصیفی است. این ایده مانند همه رشته‌های علمی دیگر، به دنبال توصیف واقعیت و بینش بدون تعصب است. زبان‌شناسی توصیفی نوین مبتنی بر رویکرد ساختاری به زبان است که نمونه آن در کار لئونارد بلومفیلد و دیگران نشان داده شده‌است.
اولین گام مهم توصیف زبان، جمع آوری داده است. برای انجام این کار، یک محقق کار میدانی را در یک جامعه گفتاری به انتخاب خود انجام می دهد و نمونه هایی از سخنرانان مختلف را ضبط می کند. داده‌هایی که آنها جمع‌آوری می‌کنند اغلب از انواع مختلف ژانرهای گفتاری می‌آیند که شامل روایت‌ها، مکالمات روزانه، شعر، آهنگ‌ها و بسیاری دیگر می‌شود. در حالی که گفتار طبیعی ترجیح داده می شود، محققان با درخواست از سخنرانان برای ترجمه، قواعد دستور زبان، تلفظ، یا با آزمایش جملات با استفاده از فریم های جایگزین، از استنباط استفاده می کنند.  فریم های جایگزین جملاتی از پیش ساخته شده توسط محقق هستند که مانند پر کردن جاهای خالی هستند. آنها این کار را با اسم ها و افعال انجام می دهند تا ببینند ساختار جمله چگونه ممکن است تغییر کند یا اسم و فعل در ساختار تغییر کند. انواع مختلفی از استخراج در کار میدانی برای توصیف زبانی استفاده می شود.  اینها شامل استخراج کنترل شده برنامه، و استخراج کنترل شده با تجزیه و تحلیل است که هر کدام شاخه های فرعی خود را دارند.  استخراج کنترل‌شده زمان‌بندی زمانی است که محقق پرسشنامه‌ای از مطالب را در اختیار افراد قرار می‌دهد و سؤالات را به ترتیب معینی بر اساس برنامه زمان‌بندی می‌پرسد. این نوع زمان‌بندی‌ها و پرسش‌نامه‌ها معمولاً بر خانواده‌های زبانی تمرکز دارند و معمولاً انعطاف‌پذیر هستند و در صورت نیاز می‌توان آن‌ها را تغییر داد. نوع دیگر استخراج، استخراج کنترل شده با تحلیل است که استخراجی است که تحت برنامه زمان بندی نیست. تحلیل زبان در اینجا در واقع برانگیختگی را کنترل می کند. بسیاری از انواع فرعی از استنباط کنترل شده با تحلیل وجود دارد، مانند استنباط بازجویی به زبان مقصد، برانگیختگی محرک، و بسیاری از انواع دیگر استنباط. استنباط بازجویی زبان هدف زمانی است که محقق از افراد به زبان مقصد سؤال می‌پرسد و محقق تمام پاسخ‌های مختلف را از همه افراد ثبت می‌کند و آنها را با هم مقایسه می‌کند. برانگیختگی محرک زمانی است که یک محقق تصاویر، اشیاء یا کلیپ های ویدئویی را در اختیار گویندگان زبان قرار می دهد و از آنها می خواهد موارد ارائه شده به آنها را توصیف کنند. این نوع استنباط به محقق کمک می کند واژگان و ساختارهای گرامری اولیه را بسازد. این فرآیند طولانی و خسته کننده است و چندین سال طول می کشد. این فرآیند طولانی با مجموعه ای به پایان می رسد که مجموعه ای از مواد مرجع است که می تواند برای آزمایش فرضیه در مورد زبان مورد نظر استفاده شود.